# Ruokolax
Ruokolax (finska: Ruokolahti) är en kommun i landskapet Södra Karelen i Finland. Ruokolax har 4 913 invånare och har en yta på 1 219,85 km².
Ruokolax är enspråkigt finskt.
Under sommaren 1992 blev kommunen känd i Finland då Lejonet i Ruokolax blev noga uppmärksammat i finsk media. En skogsarbetare påstod att han hade sett ett lejon i trakten och det hittades spår efter ett stort kattdjur. Myndigheterna undersökte saken men hittade inget lejon.

## Politik

### Mandatfördelning i Ruokolax kommun, valen 1976–2021
|  | 7 |  | 12 |  | 5 |

| 7 |  | 12 |  | 6 |

| 7 | 2 | 11 | 7 |

| 8 |  | 11 | 7 |

| 9 | 11 |  | 6 |

| 9 | 11 | 2 | 5 |

| 8 | 13 | 2 | 4 |

| 10 | 12 |  | 4 |

| 14 | 13 |

| 9 | 12 |  | 5 |

| 17 | 10 |

| 7 | 3 | 12 |  | 4 |

| 16 | 11 |

| 8 | 2 | 12 |  | 4 |

| 17 | 10 |

| 5 | 5 | 11 |  | 5 |

| 17 | 10 |

## Befolkningsutveckling
| Befolkningsutvecklingen i Ruokolax kommun 1975–2020                                                          | Befolkningsutvecklingen i Ruokolax kommun 1975–2020 | Befolkningsutvecklingen i Ruokolax kommun 1975–2020 | Befolkningsutvecklingen i Ruokolax kommun 1975–2020 | Befolkningsutvecklingen i Ruokolax kommun 1975–2020 |
| --- | --------------------------------------------------- | --------------------------------------------------- | --------------------------------------------------- | --------------------------------------------------- |
| |                                                     |                                                     |                                                     |                                                     |
| År |                                                     |                                                     | Folkmängd                                           |                                                     |
| 1975 | 1975                                                |                                                     | 7 131                                               |                                                     |
| 1980 | 1980                                                |                                                     | 6 637                                               |                                                     |
| 1985 | 1985                                                |                                                     | 6 394                                               |                                                     |
| 1990 | 1990                                                |                                                     | 6 456                                               |                                                     |
| 1995 | 1995                                                |                                                     | 6 402                                               |                                                     |
| 2000 | 2000                                                |                                                     | 6 204                                               |                                                     |
| 2005 | 2005                                                |                                                     | 5 897                                               |                                                     |
| 2010 | 2010                                                |                                                     | 5 668                                               |                                                     |
| 2015 | 2015                                                |                                                     | 5 312                                               |                                                     |
| 2020 | 2020                                                |                                                     | 4 922                                               |                                                     |
| Anm: Uppgifterna avser förhållandena den 31 december nämnda år enligt områdesindelningen den 1 januari 2022. |                                                     |                                                     |                                                     |                                                     |